# Warbringer
Warbringer ist eine US-amerikanische Thrash-Metal-Band aus Ventura, Kalifornien.

## Geschichte
Die Band wurde im Jahre 2004 zunächst unter dem Namen Onslaught gegründet, als die Bandmitglieder in der Garage des Gitarristen John Laux Coverversionen von Manowar spielten. Kurze Zeit später musste sich die Band umbenennen, da es schon eine bekannte britische Band unter diesem Namen gab. Warbringer unterschrieben bei Century Media Records einen Vertrag und veränderten ihren Stil zu Old School Thrash Metal, der sich stilistisch stark im Thrash Metal der 1980er Jahre bewegt. Warbringer wurden dabei musikalisch vor allem von Bands wie Slayer, Exodus und Metallica beeinflusst. Ihr am 22. Februar 2008 veröffentlichtes Debütalbum War Without End erhielt in der Metal-Szene auf gute Kritiken.
Warbringer waren auf Tour im Vorprogramm von Exodus und Nile zu erleben. Nach der Tour im Frühjahr 2008 mit Napalm Death und Suffocation durch Europa wurde Bassist Andy Laux, der als Schüler nicht an der Tour teilnehmen konnte, endgültig durch seinen Vertreter Ben Benett ersetzt. Auch wurde Schlagzeuger Ryan Bates, der die Band auf eigenen Wunsch verließ, durch Nic Ritter ersetzt. Am 21. August 2009 kehrte der Original-Bassist Andy Laux zur Band zurück. Mit den beiden folgenden Alben Walking into Nightmares und Worlds Torn Asunder konnten Warbringer sich einen gewissen Ruf in der Thrash-Metal-Szene erarbeiten.
2013 nahm die Band ihr viertes Studioalbum IV: Empires Collapse auf und tourte im Anschluss als Vorband für Kreator und Overkill durch die USA. 2014 traten Warbringer als Vorband für Iced Earth bei deren Europa-Tour auf. Das Album wich deutlich vom bisherigen Stil der Band ab und sorgte für ein eher verhaltenes Echo. Im Anschluss darauf verließen John Laux und Carlos Cruz im Zuge interner Querelen die Gruppe, wodurch es fraglich wurde ob die Band noch weiter bestehen würde. 2015 meldeten sich Warbringer allerdings mit neuer Besetzung zurück und Adam Carroll, der auf der vorherigen Tour bereits live ausgeholfen hatte, kehrte als festes Mitglied zurück.
Ende des Jahres trat auch Carlos Cruz wieder der Band bei, der Rest der Besetzung blieb jedoch weiterhin hohen Fluktuationen unterworfen. Mit Livemusikern an der zweiten Gitarre und am Bass tourte Warbringer 2016 wieder durch Nordamerika, dieses Mal mit Enforcer, Exmortus und Cauldron.
In der Folge kam es erneut zu Wechseln im Line-Up sowie einem Labelwechsel zu Napalm Records, bevor 2017 das fünfte Album der Band Woe to the Vanquished erschien, das eine Rückkehr der Band zum ursprünglichen Thrash Metal markierte.

## Diskografie
- 2004: 2004 demo (Demo)
- 2005: Born of the Ruins (Demo)
- 2006: One by One, The Wicked Fall (EP)
- 2008: War Without End
- 2009: Waking Into Nightmares
- 2011: Worlds Torn Asunder
- 2013: IV: Empires Collapse
- 2017: Woe to the Vanquished
- 2020: Weapons of Tomorrow
- 2025: Wrath and Ruin

## Bildergalerie

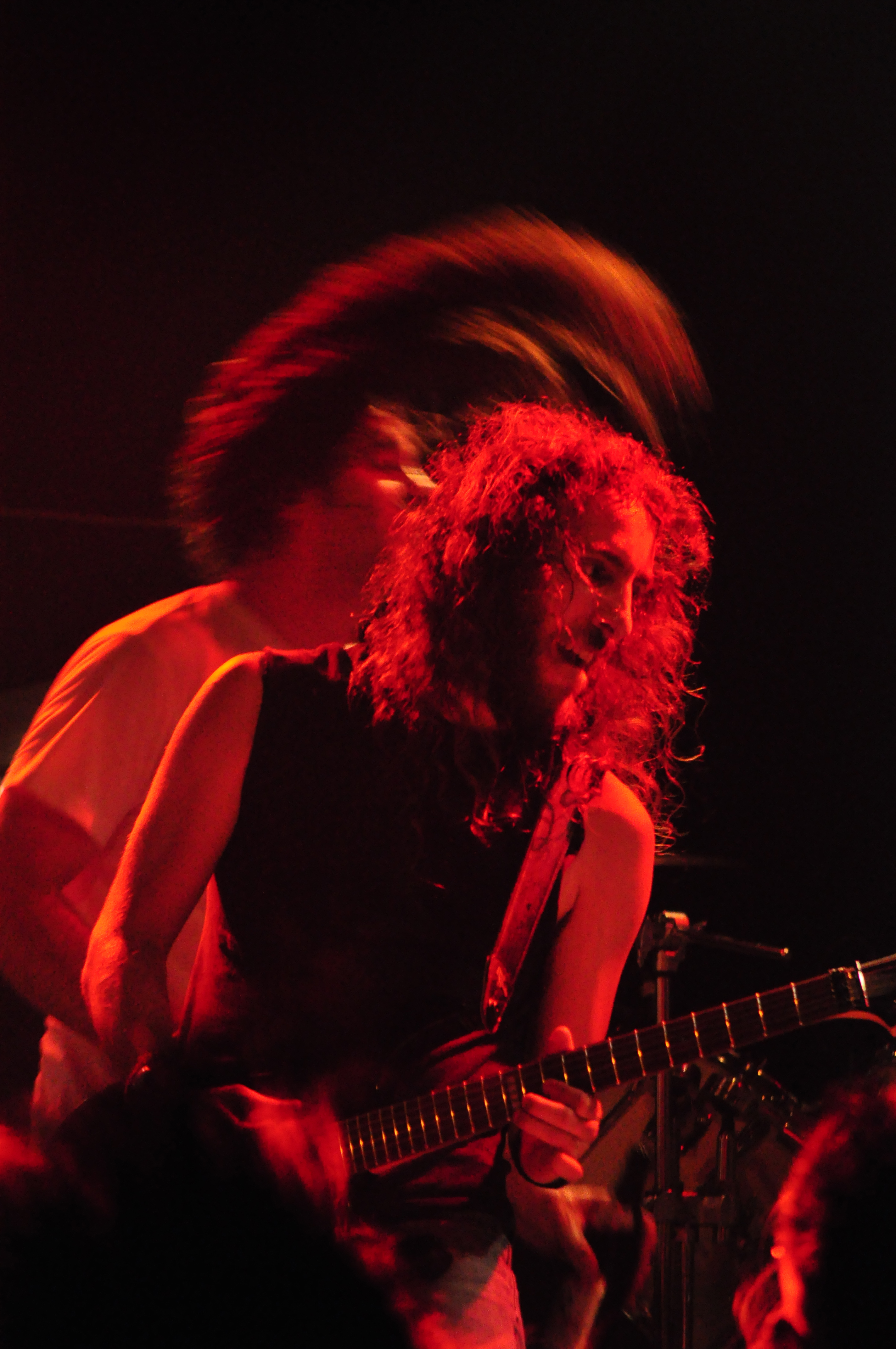
Jeff Potts (2012)
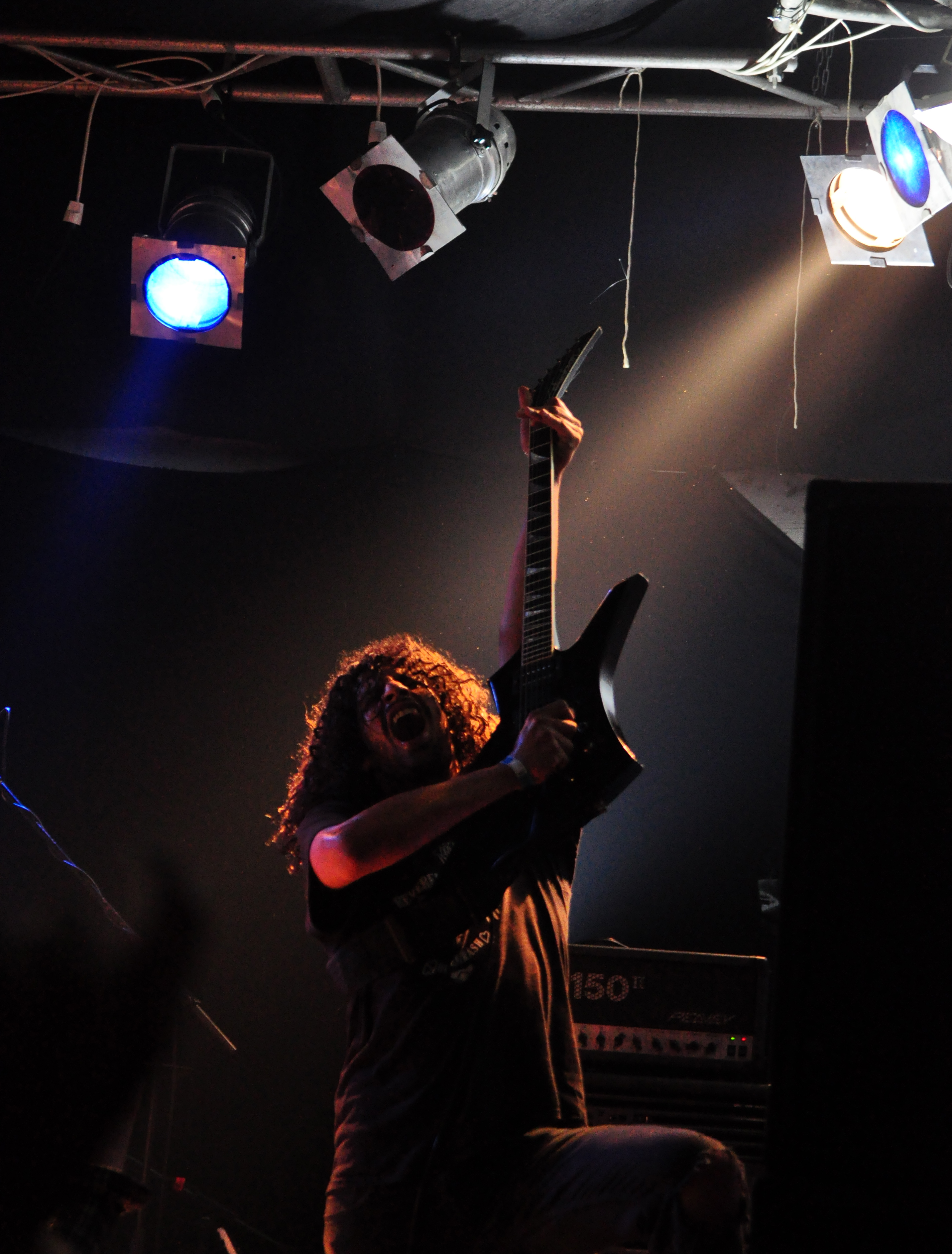
John Laux (2012)
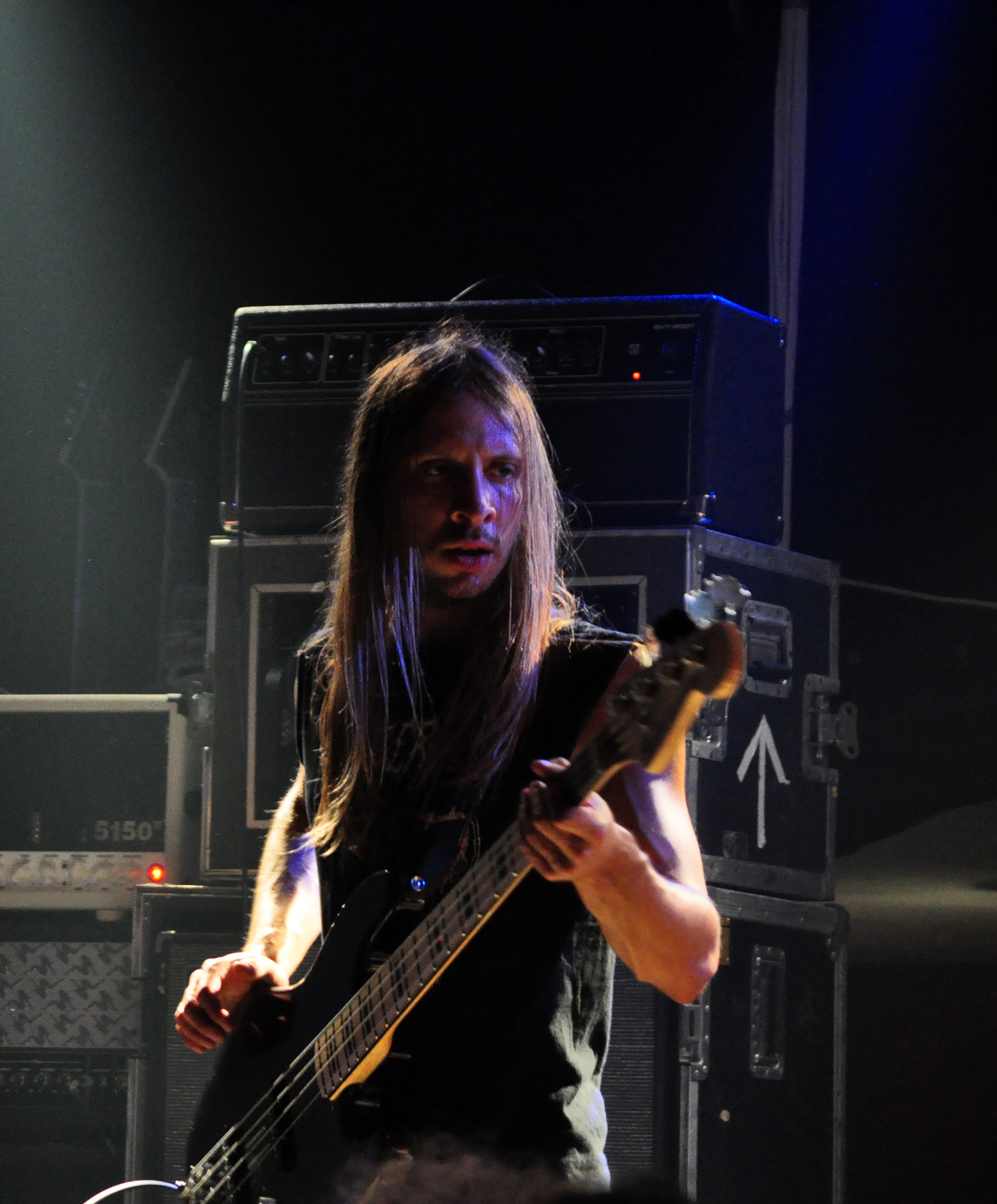
Ben Mottsman (2012)
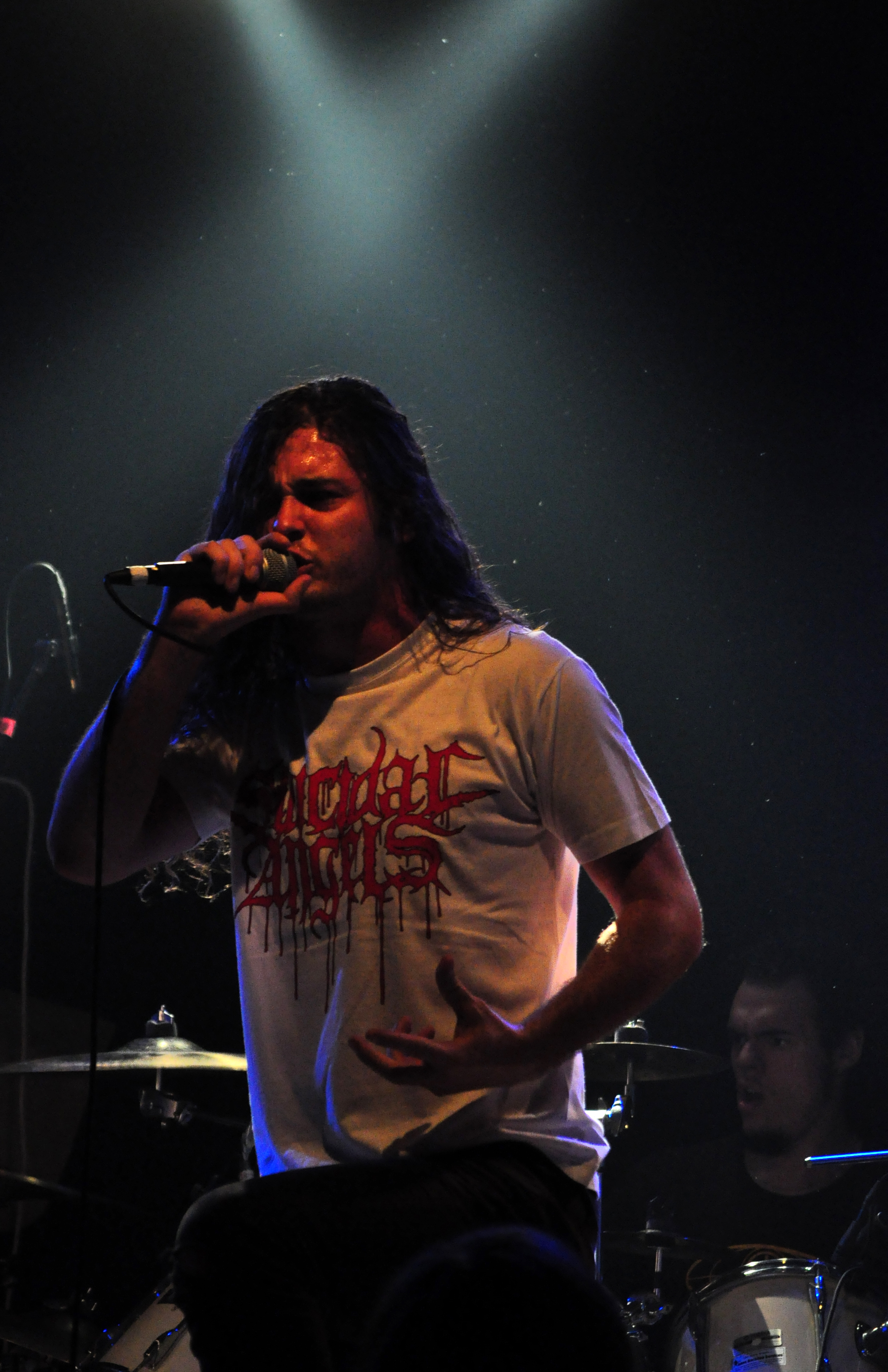
John Kevill (2012)